# Valentine Arrieta
Valentine Arrieta, née le 29 avril 1990, est une athlète suisse neuchâteloise spécialiste du 400 mètres haies.

## Biographie
Valentine Arrieta vit dans le canton de Neuchâtel. Parallèlement à sa carrière sportive, elle poursuit des études en ingénierie de l'environnement à l’école polytechnique fédérale de Lausanne.
En 2006, Valentine Arrieta, alors âgée de 16 ans, se présente en Coupe d'Europe de première ligue à Prague sur le 200 mètres. Elle améliore en 2007 le record suisse U-18 sur la même distance en 23 s 76 et remporte la médaille d'argent au festival olympique de la jeunesse européenne.
Valentine Arrieta s’entraîne au sein de la section d’athlétisme du CEP Cortaillod.

## Palmarès
Record personnel sur 400 m haies : 56 s 60
2014
- Demi-finaliste aux championnats d’Europe de Zürich
- Championne de Suisse

2012
- Championne de Suisse

2011
- Finaliste des championnats d’Europe U-23
- Championne de Suisse

2008
- Finaliste du relais 4 × 100 mètres aux championnats du Monde juniors

2007
- Médaillée d'or du 4 × 100 m et d'argent du 200 m au Festival olympique de la jeunesse européenne (EYOF)